# Stazione di Minami-Rinkan
La stazione di Minami-Rinkan (南林間駅?, Minami-Rinkan-eki) è una stazione ferroviaria situata nella città di Yamato, nella prefettura di Kanagawa, in Giappone, ed è servita dalla linea Odakyū Enoshima delle Ferrovie Odakyū.

## Linee
Ferrovie Odakyū
● Linea Odakyū Enoshima

## Struttura
La stazione è dotata di due marciapiedi laterali con due binari passanti in superficie. Sono presenti ascensori e scale mobili per il collegamento fra le banchine e il mezzanino sovrastante.
| 1 | ● Linea Odakyū Enoshima | per Yamato, Fujisawa e Katase-Enoshima   |
| 2 | ● Linea Odakyū Enoshima | per Sagami-Ōno, Shinjuku e linea Chiyoda |

## Stazioni adiacenti
| «                     | Servizio              | »                     |
| Linea Odakyū Enoshima | Linea Odakyū Enoshima | Linea Odakyū Enoshima |
| --------------------- | --------------------- | --------------------- |
| Chūō-Rinkan           | Locale                | Tsuruma               |
| Chūō-Rinkan           | Espresso              | Yamato                |
| Transito              | Espresso rapido       | Transito              |